# Eupholidoptera tucherti
Eupholidoptera tucherti är en insektsart som beskrevs av Carl Otto Harz 1988. Eupholidoptera tucherti ingår i släktet Eupholidoptera och familjen vårtbitare. Inga underarter finns listade i Catalogue of Life.